# Okręg wyborczy Henley
Okręg wyborczy Henley - zniesiony okręg wyborczy istniejący w latach 1885-2023. Wysyłał do brytyjskiej Izby Gmin jednego deputowanego. Okręg obejmował południowo-wschodnią część hrabstwa Oxfordshire. Większość terytorium weszła w skład nowo utworzonego okręgu Henley and Thame, niewielkie skrawki stały się częścią okręgów Bicester and Woodstock oraz Didcot and Wantage.

## Deputowani do brytyjskiej Izby Gmin z okręgu Henley
- 1885–1886: Edward Harcourt
- 1886–1895: Francis Parker
- 1895–1906: Robert Hermon-Hodge
- 1906–1910: Philip Morrell
- 1910–1917: Valentine Fleming, Partia Konserwatywna
- 1917–1918: Robert Hermon-Hodge
- 1918–1924: Reginald Terrell
- 1924–1932: Robert Henderson, Partia Konserwatywna
- 1932–1950: Gifford Fox, Partia Konserwatywna
- 1950–1974: John Hay, Partia Konserwatywna
- 1974–2001: Michael Heseltine, Partia Konserwatywna
- 2001–2008: Boris Johnson, Partia Konserwatywna[2]
- 2008–2024 : John Michael Howell, Partia Konserwatywna